# 西村幸次郎
西村 幸次郎（にしむら こうじろう、1942年5月1日 - ）は、日本の法学者。専門は現代中国法。早稲田大学教授、大阪大学教授、一橋大学教授を経て、山梨学院大学教授・客員教授を歴任、一橋大学名誉教授。

## 来歴
秋田県雄勝郡雄勝町横堀（現・湯沢市）出身。1978年から2002年まで日本現代中国学会理事（事務局長、常任理事等、2012年から顧問）、1981年から1987年まで早稲田大学憲法懇話会事務局長、1991年から2003年まで「社会体制と法」研究会運営委員、1994年から2000年まで日中人文社会科学交流協会評議員、2000年大学基準協会相互評価委員会専門分科会委員、2003年から2005年まで科学研究費補助金による研究課題「中国民族法制の総合的研究」代表者、2006年から2008年まで日本学術振興会特別研究員等審査会専門委員及び国際事業委員会書面審査員を歴任。

## 年譜

### 学歴
- 1961年 - 秋田県立横手高等学校卒業[1]。
- 1965年 - 早稲田大学第一法学部卒業[1]。
- 1967年 - 早稲田大学大学院法学研究科修士課程修了[1]。
- 1970年 - 同大学大学院法学研究科博士課程単位取得満期退学[1]。
- 1992年 - 大阪大学より博士（法学）の学位を受く[1][2]（学位論文「中国憲法の基本問題」）。

### 職歴
専任
- 1970年 - 早稲田大学比較法研究所助手[1]
- 1973年 - 同専任講師[1]
- 1975年 - 同助教授[1]
- 1979年 - ロンドン大学東洋アフリカ研究学院（SOAS）において在外研究[1]
- 1980年 - 早稲田大学比較法研究所教授[1]
- 1987年 - 復旦大学法律系（上海）において在外研究[1]
- 1990年 - 大阪大学法学部教授[1]
- 1994年 - 中国社会科学院法学研究所（北京）において在外研究[1]
- 1999年 - 一橋大学大学院法学研究科教授[1]
- 2000年 - 内モンゴル大学法学院（フフホト）において在外研究[1]
- 2006年 - 一橋大学を定年退官し、同大名誉教授の称号を受ける[3]
- 2006年 - 山梨学院大学法学部法学科教授[4]
- 2007年 - 山梨学院大学大学院法務研究科教授[4]

- 2013年 - 同客員教授[4]
- 2018年 - 同客員教授退任

兼任
立教大学法学部（1974、1976、1978、1983、1985各年度）、和歌山大学教育学部（1978年度）、名古屋大学大学院法学研究科（1978年度）、一橋大学法学部（1989年度~1997年度）、早稲田大学大学院法学研究科（1990年度~1992年度）、愛媛大学法文学部･大学院法学研究科（1990年度）、関西学院大学法学部（1992、1994、1996各年度）、立命館大学法学部（1993年度~1998年度）、大阪国際大学政経学部（1995年度~1998年度）、甲南大学法学部（1996年度~1998年度）、関西日中経済協会研究員（1997年度）、金沢大学大学院法学研究科（1999年度）、亜細亜大学法学部（1999年度~2012年度）、中央大学法学部（2001年度~2005年度）、中央民族大学客員教授（2003年~2006年）、東京大学社会科学研究所業績評価者（2004年度）、山梨学院大学大学院法務研究科（2005年度）、一橋大学法学部･大学院法学･法務研究科（2006年度~2007年度）、サイバー大学・ピア・レビュー（2007年度）を歴任した。

## 研究領域等
西村が研究者としてスタートした当時の比較法研究は欧米法が中心であったが、その中で福島正夫に師事して日本においてそれほど一般的でなかった中国法研究に進んだことは、慧眼であったと言わなければならない。しかし、1954年に中華人民共和国憲法が成立したのち、1972年の日中共同声明が調印された以後も、なお中国法に関する十分な情報が得られない状況下、あらゆる手段を講じて、調査、研究を行ってきた。そのような中、中国においては、文化大革命（1966年-1976年）、改革開放（1980年代以降）が進行し、また少数民族問題の重要性が高まってきたため、西村は本来の専攻である憲法研究から、中国の実態を支える法制度としての人権関係法、家族法、経済関係法、少数民族関係法、法の継承問題など国家全体の法制度の研究へと幅広い取り組みをすることとなり、踏査等の実態把握に努めつつ、中国法の動態的研究を行い、その成果を発表してきた。
一方、現在では最先端研究分野となった中国法に携わる者の責務として、日本における中国法研究の比較法研究の対象への取り込み、中国法講座の新設、中国人研究者との共同研究、中国文献・資料の翻訳出版、関係学会への協力、啓蒙のための講演などのほか、研究者への指導助言、後継研究者の育成など多方面にわたり重要な役割を果たしてきている。

## 日中学術交流等
西村の中国との係わりは、60年代後半からの「日本現代中国学会」への参加から始まる。70年代からは、同会の幹事・理事・事務局長等を務める中で中国との関係をさらに深めてきた。81年に日中学術交流団に加わり訪中して以降、大学等での研究のための長期滞在も含め、数々の訪問交流を行ってきた。交流の分野は、法制度、経済、労働、環境、民族など多岐にわたり、現地視察と関係者との交流を行ってきた。それらの成果については、それぞれの著作物に反映されてきている。一方、国内においても、中国からの研究者の受入れに伴う、交流、指導、共同研究や翻訳出版などを通じ法律学者等との幅広い交流を行ってきており、交流を持った学者の中には、中国民主化運動に係わった学者も出ている。また、中国からの留学生受け入れに係わる教育についても、中国を外部から見たNHK報道等、公器による教材を用いた西村独特の教育方法が見られる。

## 主張と人物像
西村が中国法研究に向かうときの重要な視点として、いわゆる「歴史認識」に関わる考察がある。それらの集約として、日中両国は「一衣帯水」の関係にあり、1972年の「共同声明」において中国側が日中戦争の戦争賠償の請求を放棄したことを取り上げ、この放棄がなければ、今日の日本の繁栄はなかったという認識を持ち、巨大な存在である中国とは「共存」・「共生」・「競存」するのでなければ、日本の将来はあり得ない、として著作の中でまた講義、講演等において絶えず述べてきている。これらの見解の根底には西村の人間尊重と人類愛の思いがあり、中国との交流、研究、教職にある者としての指導においてもこの思いが現れている。
人物像は、真面目で負けず嫌いの性格が現れている将棋、卓球に加え、竹の葉を酌み交わしながら、学生時代に覚えた愛唱歌である中国民謡「草原情歌」を歌うとき、中国への熱い思いが湧く。自然と心を紡ぐ俳句、短歌を嗜む。嫌煙家でもある。

## 著作
- 『中国における法の継承性論争』（編訳）早稲田大学比較法研究所、1983年
- 『中国憲法概論』（監訳）成文堂、1984年
- 『中国における企業の国有化：政策と法』成文堂、1984年
- 『中国憲法の基本問題』成文堂、1989年
- 『現代中国憲法論』（共編著）法律文化社、1994年
- 『福島正夫著作集:第5巻社会主義法』（共編）勁草書房、1994年
- 『現代中国の法と社会』法律文化社、1995年
- 『中国の家族法』（共訳）敬文堂、1991年
- 『中国民族法概論』（監訳）成文堂、1998年
- 『現代中国法講義』（編著）法律文化社、2001年
- 『グローバル化のなかの現代中国法』（編著）成文堂、2003年
- 『グローバル化のなかの現代中国法[補正版]』（編著）成文堂、2004年
- 『グローバル化のなかの現代中国法[第2版]』（編著）成文堂、2009年
- 『中国少数民族の自治と慣習法』（編著）成文堂、2007年
- 『現代中国法講義[第3版]』（編著）法律文化社、2008年

## 記念論集
- 『西村幸次郎教授退職記念論集』一橋法学　第5巻第1号、2006年
- 『現代中国法の発展と変容　西村幸次郎先生古稀記念論文集』（北川秀樹ほか編）　成文堂、2013年

## 門下生[12][13]
門下に石塚迅（山梨大学生命環境学部教授）、北川秀樹（龍谷大学名誉教授）、三村光弘（新潟県立大学北東アジア研究所教授）、西島和彦（関西大学法学研究所委嘱研究員、サイバー大学客員教授）、小林正典（和光大学経済経営学部教授）、廣江倫子（大東文化大学国際関係学部准教授）、格日楽（ゲレル）（中国弁護士）等。